# Лузки (Люблинское воеводство)
Лузки (пол. Łózki) — деревня в Бяльском повете Люблинского воеводства Польши. Входит в состав гмины Дрелюв. По данным переписи 2011 года, в деревне проживало 488 человек.

## География
Деревня расположена на востоке Польши, на берегу канала Вепш-Кшна, на расстоянии приблизительно 23 километров к юго-западу от города Бяла-Подляска, административного центра повета. Абсолютная высота — 150 метров над уровнем моря. К северу от населённого пункта проходит региональная автодорога 813.

## История
Согласно «Справочной книжке Седлецкой губернии на 1875 год» деревня входила в состав гмины Загайки Радинского уезда Седлецкой губернии. В период с 1975 по 1998 годы входила в состав Бяльскоподляского воеводства.

## Население
Демографическая структура по состоянию на 31 марта 2011 года:
|         | Всего | До трудоспособного возраста | Трудоспособного возраста | Старше трудоспособного возраста |
| ------- | ----- | --------------------------- | ------------------------ | ------------------------------- |
| Мужчины | 254   | 58                          | 164                      | 32                              |
| Женщины | 234   | 45                          | 133                      | 56                              |
| Всего   | 488   | 103                         | 297                      | 88                              |